# Sworzyce (województwo świętokrzyskie)
Sworzyce – wieś sołecka w Polsce położona w województwie świętokrzyskim, w powiecie koneckim, w gminie Końskie.
W skład sołectwa Sworzyce wchodzą także wsie Grabków i Poraj.
| SIMC    | Nazwa     | Rodzaj    |
| ------- | --------- | --------- |
| 0244311 | Borek     | część wsi |
| 1017480 | Brzeziny  | część wsi |
| 1017557 | Kretówki  | część wsi |
| 1017563 | Las       | część wsi |
| 1017623 | Niwa      | część wsi |
| 0244328 | Za Młynem | część wsi |

Prywatna wieś szlachecka, położona była w drugiej połowie XVI wieku w powiecie opoczyńskim województwa sandomierskiego. Do 1954 roku istniała gmina Sworzyce. W latach 1975–1998 miejscowość położona była w województwie kieleckim.
Przez miejscowość przepływa rzeczka Wąglanka, lewobrzeżny dopływ Drzewiczki.
Wierni Kościoła rzymskokatolickiego należą do parafii św. Anny w Bedlnie.